# Villa Croce (Castelletto)
La villa Croce è una villa situata a Genova in corso Solferino 31, nel quartiere di Castelletto. Fu costruita nel Settecento come villa suburbana in una zona servita dall'Acquedotto Storico fra le salite di Sant'Anna e di San Rocchino, oggi nel centro della città in seguito all'espansione ottocentesca.

## Descrizione
La villa ha una pianta a L e presenta nei prospetti due logge angolari, con affreschi e partiture architettoniche originarie. Un complesso barocchetto con ninfeo e scalinate la congiunge al giardino. Il parco confina a monte con il parco di villa Gruber de Mari e, prima del taglio di Circonvallazione a Monte era molto più vasto.
La villa fu restaurata all'inizio degli anni 2000 ed ancora oggi adibita ad abitazione privata.

## Galleria d'immagini

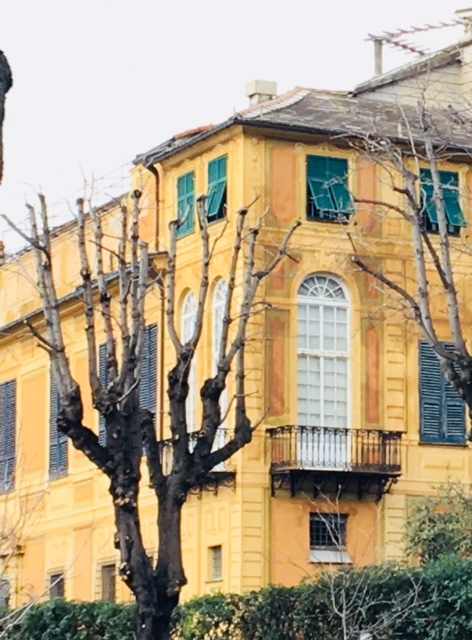
Villa Croce in Castelletto, Genova
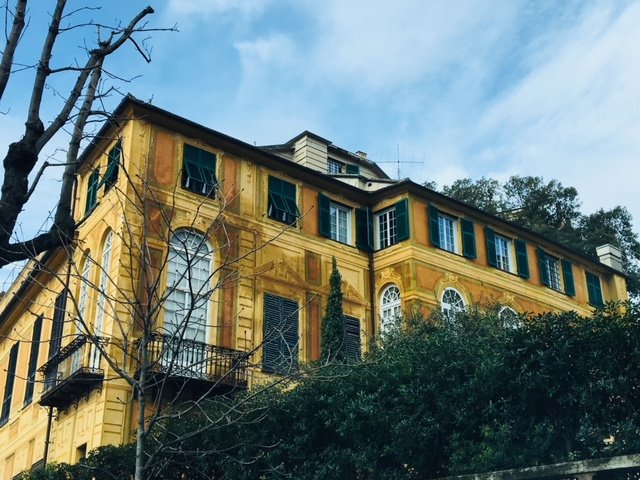
Villa Croce in Castelletto, Genova
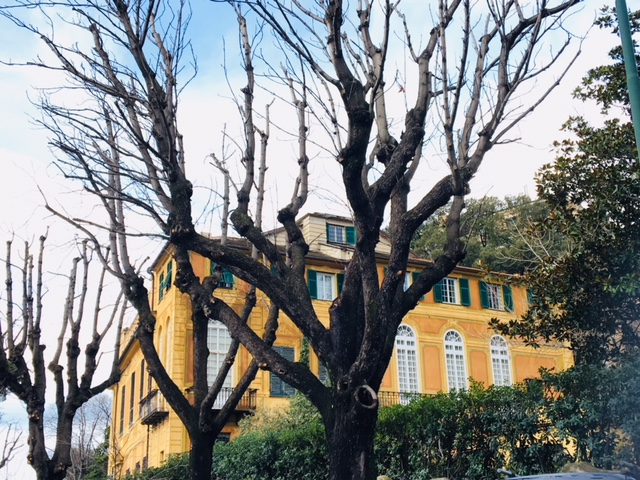
Villa Croce in Castelletto, Genova